# William Richardson Linton
William Richardson Linton (Diddington, 2 aprile 1850 – Ashbourne, 7 aprile 1908) è stato un botanico inglese.

## Biografia
Vicario della parrocchia di Shirley, in Derbyshire, sposò Alice Shirley (figlia del reverendo Walter Waddington Shirley e di Philippa Frances Emilia Cavaliere Shirley) il 26 gennaio 1887: da essa ebbe una figlia, Viola Marion Linton.
Linton scrisse un ampio libro sulla Flora del Derbyshire, pubblicato nel 1903. Nel 1969 il libro fu aggiornato da A. R. Clapham e pubblicato dal Derby Museum and Art Gallery.

## Opere
Flora of Derbyshire: Flowering Plants, Higher Cryptogams, Mosses and Hepatics, Characeae. London: Bemrose & Sons Ltd., 1903.